# Albion Online
Albion Online (AO) é um jogo eletrônico do gênero MMORPG gratuito de fantasia medieval desenvolvido pelaSandbox Interactive, estúdio com sede em Berlim, na Alemanha, a versão beta do jogo começou a ser testada em 2015, a versão final do jogo foi lançada em 17 de julho de 2017, em 10 de abril de 2019 o jogo se tornou gratuito.

## Jogabilidade
A jogabilidade de Albion Online gira em torno de um sistema sem classes, no qual o equipamento que o jogador escolhe utilizar é que define suas habilidades e a maneira como ele pode jogar.
Os jogadores podem sair e fazer atividades no mundo de Albion para ganhar "Fama" (semelhante à experiência de outros MMORPGs semelhantes). Por meio dessa Fama, os jogadores podem ter acesso a outros tipos de armas e armaduras, com equipamentos mais fortes exigindo mais Fama para usar. Equipamentos mais fortes são necessários conforme você avança no jogo.